# Kinna
Kinna er en by i Västra Götalands län i Sverige, og er administrationscenter i Marks kommun. I 2005 havde byen 14.555 indbyggere og et areal på 14,11 km². Kinna ligger cirka 29 kilometer sydvest for Borås og 50 km sydøst for Göteborg.
Den nuværende by er opstået ved at «gamle» Kinna (som blev köping i 1947) i løbet af 1970'erne voksede sammen med de nærliggende byer Skene og Örby. Administrativt ophørte Kinna med at  være en selvstændig kommune i 1971, da flere kommuner i området blev slået sammen til den nye storkommune Mark.
Befolkningen i byen fordeler sig omtrent som følger mellem de tre tidligere byer (2005):
- Kinna 7.000 indb.
- Skene 5.500 indb.
- Örby  2.000 indb.